# Minisex
Minisex ist ein österreichisches Bandprojekt der Neuen Deutschen Welle der 1980er Jahre. Anfangs wurde noch auf Englisch gesungen, danach wechselte man zu Deutsch. Nach längerer Pause wurde 2014 ein neues Album veröffentlicht.

## Bandgeschichte
Im Jahr 1980 wurde die erste LP, Minisex, veröffentlicht. Zwei Jahre später kam ihr zweites Album Bikini Atoll auf den Markt, von der die Single Du kleiner Spion ihr größter Erfolg wurde. Der Titel stieg bis auf Platz 8 der Ö3-Hitparade. In Deutschland traten sie bei den Österreichischen Rocktagen auf. Ihr bekanntestes Lied ist wohl Rudi, gib Acht, in dem die Bespitzelung politisch Andersdenkender in der Nachkriegszeit besungen wird. Bei „Rudi“ handelt es sich vermutlich um eine Anspielung auf den herrschaftskritischen 68er Rudi Dutschke. Auch Lieder wie Ich fahre mit dem Auto, Millionen zählen nicht oder Bandit konnten in Österreich bis Mitte der 1980er Jahre Erfolge erzielen. 1990 löste sich Minisex auf.
Die Band wechselte oft ihre Besetzung. Insgesamt spielten bis heute 18 Musiker bei Minisex, darunter Hansi Lang, Brigitte Seuberth, Michael „Mecky“ Pilecky oder Hannes Seidl.
Mitte 2009 kam es zu einer Wiedervereinigung der Gruppe für ein Benefizkonzert mit der österreichischen Indie-Rockband Mondscheiner. Seither tritt sie wieder auf, unter anderem am Donauinselfest 2013. Im März 2014 erschien das Comeback-Album Reduziert. Produziert von Patrick Pulsinger, Christopher Just und Gerhard Potuznik schließt das Album an alte Sounds an.

## Diskografie

### Studioalben
- 1980: Minisex
- 1982: Bikini Atoll
- 1983: Heiße Spur
- 1984: AYO
- 2014: Reduziert

### Kompilationen
- 1990: Ciao Ciao – Best of Minisex
- 1994: Gold
- 2005: Austropop Kult
- 2010: Maximum Minisex (inkl. unveröffentlichtem Material)

### Singles
- 1982: Ich fahre mit dem Auto
- 1982: Franz und Lola
- 1982: Du kleiner Spion
- 1983: Das Alibi
- 1983: Heiße Spur
- 1984: Eismeer
- 1984: Rudi gib acht
- 1984: Millionen zählen nicht
- 1985: Bandit
- 1985: Melancholie
- 1987: Um Mitternacht
- 1987: Sweet Angel
- 1990: Ciao Ciao (Minisex-Megamix)
- 2014: Musik
- 2019: Wir fahren mit der U-Bahn (Wiener Linien)